# Banksia ilicifolia
Espèce
Classification phylogénétique
Banksia ilicifolia est une espèce d'arbuste du genre Banksia de la famille des Proteaceae. Il est endémique du sud-ouest de l'Australie-Occidentale, et appartient au sous-genre Banksia subg. Isostylis, qui comprend trois espèces proches de Banksia aux inflorescences en forme de dôme, un peu différentes de celles que l'on observe généralement dans ce genre. Il forme des arbres pouvant atteindre 10 m de haut, avec un feuillage vert et épineux et des inflorescences rougeâtre. Son nom scientifique fait référence à sa ressemblance avec le houx (Ilex).